# دورة فرنسا المفتوحة 1981
قائمة بطولات دورة رولان غاروس لعام 1981:

## الكبار

### فردي رجال
بورن بورغ هزم  إيفان ليندل, النتيجة:6-1, 4-6, 6-2, 3-6, 6-1

### فردي سيدات
هانا ماندليكوفا هزمت  سيلفيا هانيكا, النتيجة:6-2, 6-4

### زوجي رجال
هاينز غنثارتد و بلاسز تروزس هزما  تيري مور و إيليوت تلتشر, النتيجة:6-2, 7-6, 6-3

### زوجي سيدات
روزالين فايربانك و تاينا هارفرد هزمتا  كاندي رينولدز و باولا سميث, النتيجة:6-1, 6-3

### زوجي مختلط
أندريه جيغير و جيمي أرياس هزما  بيتي ستوف و فريد ماكناير, النتيجة:7-6, 6-4